# Димитриос Лякопулос
Димитриос (Митрос) Лякопулос или Лякос (на гръцки: Δημήτριος, Μήτρος Λιακόπουλος, Λιάκος) е гръцки революционер и военен, герой от Гръцката война за независимост.

## Биография
Роден е в края на XVIII век в катеринското село Като Милия. Произхожда от стария хайдушки род Лякос. Семейството му има връзки със семейството на Адамандиос Николау, в чиято чета е четник. От децата му е известен синът му Анастасиос Лякопулос.
При избухването на гръцката революция в 1821 година Лякопулос действа с Адамандиос Николау. Знамето му е бяло с образа на Свети Георги.. През юни 1821 година по заповед на Адамандиос Николау заминава за Халкидика заедно с Константинос Бинос и четиристотин мъже. Там участва в Халкидическото въстание под командването на Емануил Папас. През септември 1821 година, когато бунтовниците претърпяват тежки загуби и са обсадени на Касандра, предпочита да се върне на Олимп, което разгневява Папас.. В 1822 година участва в Негушкото въстание. След разгрома на Негуш, четите на Адамандиос Николау, Гулас Драскос, Тольос Лазос, Константинос Бинос и Митрос Лякопулос се сблъскват с османците при Кастания и Милия. След това на среща в манастира „Свети Дионисий Олимпийски“ решават да напуснат Олимп и Лякопулос, Николау, Драскос и Бинос заедно със семействата си заминават на Скиатос и Скопелос.
В средата на април 1822 г. Лякопулос заедно с Николау, Анастасиос Каратасос, Ангел Гацо, Константинос Думбиотис и Константинос Бинос се установяват в Пелион, където водят няколко последователни битки с османските войски. В края на юни 1822 г. Лякопулос и Теоклитос Фармакидис, Константинос бинос и Каракоста по заповед на Ареопага се опитват да изтласкат османците от района на Халкида. През септември 1822 г. под общото ръководство на Адамандиос Николау, който междувременно е произведен в главнокомандващ на Евбея, разбиват османците при Литуда на Евбея и обсаждат Халкида. Николаос Криезотис отказа да признае Николау като лидер и след кратка гражданска война напуска. В разгара на обсадата на Халкида Одисеас Андруцос настъпва заплашително към метата на Лякопулос и Николау, и двамата вождове заминават на Скиатос, за да се избегне мащабен междугръцки сблъсък. На 12 май 1823 г. Ляколупос с хората си се сражава успешно с Мехмед Решид паша Кютахъ при Лефокастро в Пелион, но под натиска на по-многобройня враг в крайна сметка отстъпва. На 9 октомври 1823 г. Лякопулос с Димитриос Каратасос, Адамандиос Николау, Ангел Гацо, Христофорос Перевос, Константинос Бинос, Георгиос Сиропулос и Йоанис Велендзас се успешно атакуват османската флота на Коджа Мехмед Хюсреф паша при Скиатос. Тогава Лякопулос и Каратасос влизат в конфликт с Николау и го принуждават да се оттегли. На 13 юни 1825 г. участва с 50 мъже в битката при Мили заедно с Димитриос Ипсилантис, Йоанис Макриянис и Карпос Пападопулос. Повишен е в лейтенант и е изпратен с Йоанис Папас и Апостолос Василиу начело с 540 мъже на Хидра, за да го защити от възможно нападение на Ибрахим паша На 25 ноември 1827 г. Лякопулос заедно с Анастасиос Каратасос, Гацос, Бинос, Апостолос Василиу и Йоанис Велендзас акостират на Трикери и разбиват османците.
В 1828 година Лякопулос е затворен от Йоанис Каподистрияс в затвора в Егина заради злоупотреби в Северните Споради. На 12 юни 1828 г- Лякопулос заедно с Константинос Думбиотис, Георгиос Зорбас и Стерянос Маринос пишат писмо до Каподистрия и отхвърлят обвиненията в кражба и искат да бъдат освободени, но им е отказано. След прехвърлянето им в затвора в Елевсина Лякопулос успява да избяга и започва пиратски действия в Северните Споради. Премества семейството си от Скиатос на Сирос и преследван от гръцките власти се предава на Омер паша на Евбея, който го установява в Ксирохори. Семейството му е арестувано от гръцките власти и преместено на Скопелос. В крайна сметка след преговори Люкопулос е амнистиран.
Лякопулос освобождава Едипсос, след това преминава във Фтиотида и на 6 ноември 1828 г. освобождава Аталанти. В 1829 година е назначен за петстотник и участва в Битката при Анифоритос, начело с 400 мъже и в Битката при Тива, където и загива. След създаването на гръцката държава, семейството му се установява в Аталанти. Успехите на Лякопулос в последните години от революцията в Източна Централна Гърция, изигра решаваща роля в окончателното определяне на границата на новата гръцка държава по време на критичните преговори, довели до Лондонския протокол.